# Ablainzevelle
Ablainzevelle är en kommun i departementet Pas-de-Calais i norra Frankrike, 18 km söder om Arras. År 2022 hade Ablainzevelle 220 invånare.

## Historik
Ablainzevelle erövrades under första världskriget av tyskarna i mars 1918 efter heta strider, och återtogs 21 augusti 1918 av de allierade.

## Befolkningsutveckling
Antalet invånare i kommunen Ablainzevelle
| Referens: INSEE |